# Listna reža
Listne reže so odprtine v spodnji povrhnjici na listu rastline, skozi katere je omogočen prenos plinov in vlage. Posamezno listno režo obdajata dve celici zapiralki, ki se krčita in raztezata ter tako odpirata ali zapirata listno režo. Pri nekaterih rastlinah, zlasti iz rodu trav, so listne reže tako v spodnji kot zgornji povrhnjici lista, pri nekaterih vrstah pa celo le v zgornji povrhnjici.

## Vloga
Poglavitna naloga listnih rež je izmenjava plinov med okolico in notranjostjo listov. V listih namreč poteka fotosinteza, za katero je potreben ogljikov dioksid, ki iz okolice prihaja do listnega parenhima skozi listne reže. Iz lista izstopa kisik, ki je produkt fotosinteze. Prav tako uravnavajo listne reže izhlapevanje vodnih hlapov iz lista. 
Z izparevanjem vode skozi listne reže se rastlina ohlaja, hkrati pa nastane vlek, ki poganja vodo iz korenin v višje predele rastlin. Transpiracija skozi listne reže, katerih površina predstavlja zgolj 1-2 % celotne površine lista, predstavlja do 2/3 skupne evaporacije vode iz rastlin. Evaporacija skozi kutikulo je skromna; pri drevesih znaša le okoli 0,5 % celotne evaporacije, pri kaktejah pa le 0,05 %

## Zgradba
Listne reže se nahajajo v povrhnjici (epidermu) lista - povrhnjica je zunanja plast celic, ki ne vsebujejo klorofila. Povrhnjico obdaja še voskasta plast, tako imenovana kutikula, ki ščiti rastlino pred izsušitvijo.
Listno režo obdajata dve celici zapiralki, ki sta fižolaste oblike in se na svojih konceh stikata. Med celicama zapiralkama se nahaja odprtina, ki predstavlja listno režo in pomeni povezavo med zunanjostjo in gobastim tkivom v notranjosti lista. Celici zapiralki obdajajo specializirane celice povrhnjice, ki jih imenujemo spremljevalne celice in posredno sodelujejo pri odpiranju in zapiranju listne reže. V celicah spremljevalkah pogosto prepoznamo levkoplaste.
Celice zapiralke vsebujejo v nasprotju z ostalimi celicami povrhnjice kloroplaste in zatorej morejo izvajati fotosintezo. 

## Odpiranje in zapiranje
Listne reže se odprejo ob sončni svetlobi in dovoljšnji preskrbi rastline z vodo, ponoči in ob pomanjkanju vode pa so praviloma zaprte. Poglavitni mehanizem odpiranja in zapiranja listnih rež sloni na osmotskem tlaku v celicah zapiralkah. 
Kadar so razmere v rastlini in okolici ugodne za odprtje listnih rež, protonske črpalke v membrani celic zapiralk izplavljajo protone iz celic. Električni potencial celic postaja čedalje bolj negativen in zato začnejo v celico vdirati kalijevi kationi. Posledično se poveča osmotski tlak v celicah zapiralkah in voda začne vdirati v celice. Prostornina in turgor celic zapiralk se povečata. Celična stena celice zapiralke je na strani, ki meji na listno režo, manj elastična, se celica zato pri povečanem turgorju upogne in odprtina listne reže se odpre. Posledično se lahko skozi odprtino izmenjujejo plini.